# THYME
THYME(타임)은 일본의 락밴드이다.“THYME”은 허브의 한 종으로「용기」라는 꽃말을 가지고있다.

## 개요
원래, 윤하등에 곡을 제공하는 작곡가로 활동하고 있던 시미즈 탓페이에게, 솔로·싱어로서 활동하고 있던 thyme과 우연히 만나 결성되었다. thyme의 가성에, 시미즈 텟페이의 악곡이 서로 공명해 그룹 “THYME”으로서의 곡만들기가 자연스럽게 시작되었다. 그 후, 초기부터 엔지니어로서 함께 온 호시노 타카후미가 작곡에 필수불가결한 존재가 되어 지금의 형태를 이루고있다.
2010년 2월에 소속사를 그만두어 프리랜서가 된다. 같은 해 9월, 밴드 THYME의 활동을 종료하고, 보컬의 thyme가 솔로 활동을 한다고 발표하였다.

## 인물
메이저 데뷔 싱글 「Hello」의 선전으로, TOKYO FM의 음악프로그램「music storage」에 출연했을 때, 퍼스날리티의 유키 타츠야에게 「그룹이름이“THYME”인데, 보컬을 하고 있는 사람의 이름이“thyme”이면 알기 힘들지 않을까? 개명하는 편이 좋아」라고 말했던 적이 있다.

## 구성원
- thyme(6월 13일)
- 시즈미 탓페이(清水哲平, 11월 15일)
- 호시노 타카후미(星野孝文, 9월 12일)

## 내력
- 2004년7월, thyme과 시미즈 텟페이가 알게 되어 그룹결성.
- 2005년3월, 도내 라이브 하우스에서 첫라이브.
- 2005년10월, 1st 자주 제작 싱글 「晴天／白い花」발매 (현재는 폐반).
- 2006년3월, 2nd 자주 제작 싱글 「Drive／優しい歌がある場所へ］발매 (현재는 폐반).
- 2006년7월, 호시노 타마후미가 정식으로 멤버 가입.
- 2007년9월 5일, 메이저 데뷔. 1st 싱글 「Hello」을 발매.
- 2008년4월 23일, 2nd 싱글 「forever we can make it!」을 발매.
- 2008년8월 6일, 3rd 싱글 「Fly Away」를 발매.
- 2008년9월 3일, 1st 앨범 「first 9uality」를 발매.
- 2008년12월 3일, 4th 싱글 「愛する人」를 발매.
- 2010년2월, 소속사를 그만둔다.
- 2010년9월 23일 블로그를 통해 THYME의 활동 종료 및 보컬 thyme의 솔로 활동을 발표

## 수록
- 2nd 싱글 「forever we can make it!」의 수록곡 「forever we can make it!」이 애니메이션 「To LOVE -트러블-」의 오프닝에 사용되었다.
- 3rd 싱글 「Fly Away」의 수록곡 「Fly Away」가 애니메이션 「마법사에게 소중한것 ~여름의 소라~」의 오프닝에 사용되었다.
- 4th 싱글 「愛する人」의 수록곡 「愛する人」가 영화 「마법사에게 소중한것」의 주제가에 사용되었다.

## 라이브
- 2008년11월 3일 OSAKA RUIDO 「MINAMI WHEEL 2008 10th ANNIVERSARY」

## 정규라디오
- Hello we are THYME!!! (FM AICHI 매주 토요일 19:00~19:30)
- Fly Away (오다이바 레인보우 스테이션 매월 두 번째금요일 20:20~20:45)
- UP's BEAT (Inter FM 매주 목요일 18:00~18:55) 2008년 10월의 먼슬리